# 사빈 아제마
사빈 아제마(Sabine Azéma, 1949년 9월 20일 ~ )는 프랑스의 배우, 영화 감독이다.

## 출연 작품
- On aura tout vu (1976)
- 레이스 짜는 여인 (1977)
- 인생은 소설이다 (1983, La vie est un roman)
- 시골의 어느 하루 (1984)
- 죽도록 사랑하리 (1984, L'Amour à mort)
- 멜로 (1986, Mélo)
- 라이프 앤 낫씽 벗 (1989)
- 아이스크림 작전 (1989, Vanille Fraise)
- 스모킹/노스모킹 (1993)
- 시몽 시네마의 101의 밤 (1995)
- 행복은 초원에 (1995, Le bonheur est dans le pré)
- 내 안의 남자 (1996, Mon homme)
- 우리들은 그 노래를 알고 있다 (1997)
- 크리스마스 트리 (1999, La Bûche)
- 장교의 병실 (2001, La Chambre des officiers)
- 탕기 (2001)
- 고다르 - 영화의 역사: 치명적 아름다움 (1997) - 다큐멘터리
- 입술은 안돼요 (2003)
- 노란방의 비밀 (2003)
- 퍼퓸 오브 더 레이디 인 블랙 (2005, Le Parfum de la dame en noir)
- 그림을 그리거나, 사랑을 나누거나  (2005, Peindre ou faire l'amour)
- 마음 (2006, Cœurs)
- 프레드 아스테어의 친구 (2007, Faut que ça danse !)
- 피레네 산맥으로의 여행 (2008, Le Voyage aux Pyrénées)
- 잡초 (2009)
- Les Derniers Jours du monde (2009)
- 질 자콥: 칸느 영화제 대표 (2010, Gilles Jacob, l'arpenteur de la croisette)
- 우물 파는 남자의 딸 (2011, La Fille du puisatier)
- 당신은 아직 아무것도 보지 못했다 (2012, Vous n'avez encore rien vu)
- 사랑은 마시고 노래하며 (2014, Aimer, boire et chanter)
- 언트 일다! (2014, Tante Hilda !) - 목소리
- 코스모스 (2015, Cosmos)
- 나의 위대한 친구, 세잔 (2016, Cézanne et moi)
- Ma famille t'adore déjà ! (2016)
- 파리 시청 앞에서의 키스: 로베르 두아노 (2016, Robert Doisneau, Le Révolté du Merveilleux) - 다큐멘터리
- 슈게트 (2017, Chouquette)
- 레드 댕그 (2017, Raid dingue)
- Knock (2017)
- 비밀과 거짓말: 시크릿 네임 (2021, La Place d'une autre)